# Wilhelmus Luxemburg
Wilhelmus Anthonius Josephus Luxemburg (Delft, 11 avril 1929 - 2 octobre 2018) est un mathématicien américain et néerlandais, professeur de mathématiques à l'Institut de technologie de Californie.

## Biographie
Il reçoit son B.A. (Bachelor of Arts) à l'Université de Leyde en 1950 ; son master (M.A.) en 1953 ; il effectue son doctorat à l'Université de technologie de Delft, en 1955. Il devient professeur assistant à Caltech pendant 1958–60 ; professeur associé, durant 1960–62 ; professeur, durant 1962–2000 ; professeur émérite, après 2000. Il devient en 2012 membre de l'American Mathematical Society. Luxemburg devient un membre correspondant member de l' Académie royal néerdlandaise des arts et des sciences en 1974.
Luxemburg contribue au développement de l'analyse non standard en diffusant la construction des nombres hyperreéls dans les années 1960. Bien qu'Edwin Hewitt ait montré la construction en 1948, la formalisation de l'analyse non standard est généralement associée à Abraham Robinson.
Ses travaux se sont en outre portés sur les Espaces de Reisz (espaces vectoriels partiellement ordonnés où la structure d'ordre est un treillis).

## Publications notables
- 1955: Banach function spaces. Thesis, Technische Hogeschool te Delft, 1955.
- 1969: "A general theory of monads", in Applications of Model Theory to Algebra, Analysis, and Probability (Internat. Sympos., Pasadena, Calif., 1967) p. 18–86 Holt, Rinehart et Winston
- 1971: (with Zaanen, A. C.) Riesz Spaces. Vol. I. North-Holland Mathematical Library. North-Holland Publishing Co., Amsterdam-London; American Elsevier Publishing Co., New York.
- 1976: (with Stroyan, K. D.) Introduction to the Theory of Infinitesimals. Pure and Applied Mathematics, No. 72. Academic Press
- 1978: (with Schep, A. R.) "A Radon-Nikodym type theorem for positive operators and a dual", Nederl. Akad. Wetensch. Indag. Math. 40, no. 3, 357–375.
- 1979: Some Aspects of the Theory of Riesz Spaces, University of Arkansas Lecture Notes in Mathematics, 4. University of Arkansas, Fayetteville, Ark.